# Spartaeus ellipticus
Spartaeus ellipticus là một loài nhện trong họ Salticidae.
Loài này thuộc chi Spartaeus. Spartaeus ellipticus được Bao & Peng miêu tả năm 2002.